# Petite Leçon d'amour
Pour plus de détails, voir Fiche technique et Distribution.
Petite Leçon d'amour est une comédie romantique franco-suisse réalisée par Ève Deboise et sortie en 2021. C'est le second long métrage de cette réalisatrice.

## Synopsis
Julie trouve par hasard dans un café les copies égarées par un professeur. L'une d'elles est celle d'Océane, qui annonce son intention de se suicider demain à l'aube par amour. C'est le début d'une course effrénée pour empêcher le pire...

## Fiche technique
- Titre original : Petite Leçon d'amour
- Réalisation : Ève Deboise
- Scénario : Ève Deboise
- Musique : Xavier Grin
- Décors : Aurette Leroy
- Costumes : Oriol Nogues
- Photographie : Lazare Pedron
- Montage : Chantal Hymans
- Producteur : Nathalie Mesuret
  - Producteur associé : Bertrand Gore et Sandra Da Fonseca
- Sociétés de production : Blue Monday Productions et P.S. Productions
- Société de distribution : KMBO
- Pays :  France et  Suisse
- Langue originale : français
- Format : couleur — 2,35:1
- Genre : comédie romantique
- Durée : 87 minutes
- Dates de sortie :
  - France : 
    - 6 octobre 2021 (Saint-Jean-de-Luz)
    - 4 mai 2022 (en salles)

## Distribution
- Lætitia Dosch : Julie
- Pierre Deladonchamps : Mathieu
- Paul Kircher : Lancelot
- Lorette Nyssen : Lia-Shrek
- Anouar Kardellas : Ajit
- Alizée Caugnies : Margot
- Kim Truong : Océane
- Aaron Kadouche : Sumo
- Évelyne Istria : Mme Marquet
- Stéphanie Bataille : la pharmacienne
- Léo Boucry : Staline
- Max Hertz : Trump

## Tournage
Bien que l'action du film soit située à Paris et dans sa banlieue, le tournage a été partagé entre la capitale et la région Auvergne-Rhône-Alpes.